# Владимир Левчев
Владимир Любомиров Левчев е български поет, писател, журналист, политик, активист на „Екогласност“ и преподавател в Американския университет в Благоевград. Син е на поета Любомир Левчев.

## Биография
Левчев завършва Английската гимназия в София (1976) и изкуствознание във Висшия институт за изобразително изкуство „Николай Павлович“ (1982). Редактор е в издателство „Народна култура“ (1982 – 1989), издател на нелегално отпечатваното преди 10 ноември 1989 г. независимо списание за литература и публицистика „Глас“, зам.-главен редактор на „Литературен вестник“ (1991 – 1994). Член е на изпълнителния комитет на Екогласност и главен координатор на Свободно поетическо общество.
През 1994 г. заминава за САЩ с Фулбрайтова стипендия. Докато се установи като преподавател, работи като хлебар и пощальон. През 1996 г. завършва MFA програма по Творческо писане. Между 1996 и 2007 г. преподава литература и писане в University of Maryland (Балтимор), Montgomery College, George Washington University и American University (Вашингтон), американска литература в една гимназия в предградие на Вашингтон, както и български език в подготвителен център към Държавния департамент.
От есента на 2007 г. преподава литература и писане в Американския университет в Благоевград.
Доктор на УниБИТ с дисертация на тема „Документални източници и символна визуализация на масонството“ (2019).
Разведен е и има един син.

## Творчество
Владимир Левчев е автор на 14 стихосбирки и четири романа, издадени в България, както и пет стихосбирки, издадени в САЩ. Превеждал е на български стиховете на Елиът, Гинзбърг, Кюниц, Хенри Тейлър, Висоцки, както и „Бхагавад гита“. Сътрудничи със статии за политика и култура на вестник „Дневник“ и други периодични издания.

### Поезия
На български
- Аритмии (1978)
- 16 стихотворения (1980)
- Някой ден (1983)
- Кой сънува моя живот (1984)
- Цветя, градове и морета (1986)
- Пейзажи на неизвестен майстор. Пловдив: Христо Г. Данов, 1987, 82 с.
- София под луната (1991)
- Раззеленяване на сухото дърво. София: УИ „Св. Климент Охридски“, 1993, 78 с.
- Край (1994)
- Черна книга (1997)
- Небесни Балкани (2000)
- Архитектура на промените. Формални стихове (2003)
- Събрани сънища. София: Издателска къща „Орфей“, 2006, 74 с.
- Кой сънува моя живот: 1977 – 2007. Пловдив: Жанет 45, 2007, 240 с. ISBN 978-954-491-371-7[3]
- Любов и смърт (2009) ISBN 978-954-28-0596-0[4]
- Бхакти. София: Български писател, 2010, 64 с. ISBN 978-954-443-840-1
- Черна книга на застрашените видове. Пловдив: Жанет 45, 2011, 48 с. ISBN 978-954-491-714-2[5]
- София (сънища и спомени). София: УИ „Св. Климент Охридски“, 2013, 78 с. ISBN 978-954-07-3559-7
- Любов на площада. София: Скалино, 2014, 73 с. ISBN 978-619-7043-21-1[6]
- Точно време. София: Ерго, 2015, 68 с. ISBN 978-954-8689-69-4[7]
- Любов на площада. Избрано. Пловдив: Жанет 45, 2017, 164 с. ISBN 978-619-186-369-3
- Марс. София: Да, 2018, 42 с.[8]
- Смъртта и Бог. София: 7 лъча, 2022, 66 с.
- (в съавторство с Любомир Левчев и Боян Левчев) Рецитал край каменната маса. Триптих. Съставител Руси Чанев. София: 7 лъча, 2024, 210 с.
- География на съня. Стихове. София: 7 лъча, 2025, 62 с.

На английски
- Leaves from the Dry Tree. Cross-Cultural Communications, 1996, 48 p. ISBN 978-0-89304-137-3
- Black Book of the Endangered Species. Word Works, 1999, 80 p. ISBN 978-0-915380-42-8
- Heavenly Balkans. Argonne House Press (Argonne Hotel Press poetry chapbook series), 2002, 44 p. ISBN 978-1-887641-76-0
- The Rainbow Mason. Cornerstone Book Publishers, 2005, 72 p. ISBN 978-1-887560-30-6[9]
- The Refugee. Gival Press, 2011, 106 p. ISBN 978-1-928589-57-0[10]

### Белетристика
- Любовни писма до свободата (1998)
- Крали Марко: Балканският принц. Роман. Пловдив: Жанет 45, 2006, 203 с. ISBN 954-491-295-9[11]
- 2084-та. Роман. Пловдив: Жанет 45, 2009, 208 с. ISBN 978-954-491-502-5[12]
- Човекът и сянката. Роман. София: Сиела, 2012, 222 с. ISBN 978-954-28-1093-3
- Сънувани разкази. Разкази. Пловдив: Жанет 45, 2014, 164 с. ISBN 978-619-186-071-5
- Астероид. Триптих за края на света. Роман. София: Лексикон, 2021, 242 с. ISBN 978-619-220-330-6

### Нонфикшън
- Литература и морал. Статии, есета, студии (1994)
- Бог е любов в приятелството, традицията и секса. София: Кралица Маб, 2001, 96 с. ISBN 954-533-047-3
- Моят Бог и моите демони. София: Сиела, 2010, 176 с. ISBN 978-954-28-0812-1[13]
- Масонството: митове и факти. София: Ентусиаст, 2011, 144 с. ISBN 978-954-8657-62-4[14]
- Краят на една епоха. Есета. София: Ерго, 2017, 174 с. ISBN 978-619-7392-09-8
- Масонството във Великобритания и САЩ: исторически документи и митове. София: Ентусиаст, 2022, 192 с. ISBN 978-619-164-506-0

### Преводи
- Алън Гинзбърг. Крила над черната шахта. София: Народна култура, 1983
  - Второ преработено издание: Алън Гинзбърг. Вой. София: Колибри, 2009
- Одисеас Елитис. Достойно ест. София: Народна култура, 1987, 101 с.
- Т. С. Елиът. Избрани стихове. София: Народна култура, 1993 ISBN 954-04-0075-9